# Phaseolus perplexus
Phaseolus perplexus là một loài thực vật có hoa trong họ Đậu. Loài này được A. Delgado mô tả khoa học đầu tiên năm 2000.